# 张新友
张新友（1963年8月—），河南太康人，中国花生育种专家，浙江大学在职农学博士，中共党员，曾任河南省农业科学院副院长，2015年9月任河南省农业科学院院长。2015年12月当选为中国工程院农业学部院士。

## 简历
1986年，张新友考取成为花生育种专家、河南省农业科学院经济作物研究所研究员刘恩生的研究生。2010年12月14日，中国科协在北京为2010年度“全国优秀科技工作者”颁奖，张新友与钟南山等人共获“十佳全国优秀科技工作者”称号。